# Jasper (Georgia)
Jasper ist eine City und zudem der County Seat des Pickens County im US-Bundesstaat Georgia mit 3684 Einwohnern (Stand: 2010).

## Geographie
Jasper liegt etwa 80 km nördlich von Atlanta.

## Geschichte
Jasper wurde 1853 als Siedlung gegründet und 1957 zur City erhoben. Benannt wurde der Ort nach William Jasper, einem Kriegshelden des Amerikanischen Unabhängigkeitskrieges.

## Demographische Daten
Laut der Volkszählung von 2010 verteilten sich die damaligen 3684 Einwohner auf 1484 bewohnte Haushalte, was einen Schnitt von 2,40 Personen pro Haushalt ergibt. Insgesamt bestehen 1644 Haushalte. 
62,7 % der Haushalte waren Familienhaushalte (bestehend aus verheirateten Paaren mit oder ohne Nachkommen bzw. einem Elternteil mit Nachkomme) mit einer durchschnittlichen Größe von 3,02 Personen. In 35,0 % aller Haushalte lebten Kinder unter 18 Jahren sowie in 27,0 % aller Haushalte Personen mit mindestens 65 Jahren.
28,0 % der Bevölkerung waren jünger als 20 Jahre, 25,7 % waren 20 bis 39 Jahre alt, 24,4 % waren 40 bis 59 Jahre alt und 21,9 % waren mindestens 60 Jahre alt. Das mittlere Alter betrug 37 Jahre. 44,9 % der Bevölkerung waren männlich und 55,1 % weiblich.
93,1 % der Bevölkerung bezeichneten sich als Weiße, 3,1 % als Afroamerikaner, 0,2 % als Indianer und 0,2 % als Asian Americans. 2,2 % gaben die Angehörigkeit zu einer anderen Ethnie und 1,1 % zu mehreren Ethnien an. 3,7 % der Bevölkerung bestand aus Hispanics oder Latinos.
Das durchschnittliche Jahreseinkommen pro Haushalt lag bei 46.970 USD, dabei lebten 10,4 % der Bevölkerung unter der Armutsgrenze.

## Sehenswürdigkeiten

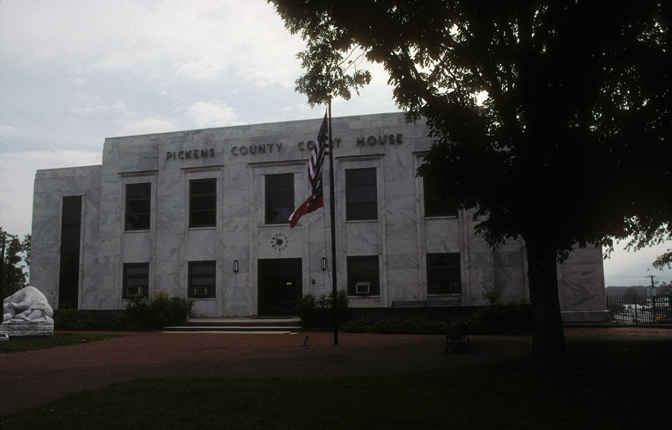
Pickens County Courthouse

Das Griffeth-Pendley House, das Pickens County Courthouse sowie das Pickens County Jail sind im National Register of Historic Places gelistet.
Jährlich wecken mehrere lokale Attraktionen das Interesse von Besuchern, da wäre z. B. das Tate House, das vom lokalen Marmorbaron Sam Tate in den 1920er Jahren gebaut wurde.

## Verkehr
Jasper wird von den Georgia State Routes 5, 53, 108 und 515 durchquert. Der nächste Flughafen ist der Flughafen Atlanta (rund 100 km südlich).